# Wok to Walk
Wok to Walk è una catena di ristoranti fast food da asporto di origine olandese specializzata nella cucina asiatica cucinata nelle padelle wok. Il cibo viene consegnato al cliente nelle scatole alimentari cinesi.

## Storia
L'azienda Wok to Walk B.V. fondò il primo ristorante nel 2004 presso la strada Kolksteeg al n.8 ad Amsterdam. Nel 2006 erano presenti già 4 ristoranti ad Amsterdam e, quindi, fu creata una nuova società, la Wok to Walk Franchise B.V. per iniziare la sua espansione fuori del suo paese d'origine. I primi ristoranti a stabilirsi al di fuori dei Paesi Bassi furono in Spagna (Barcellona), Regno Unito (Londra e Cardiff), Lituania (Vilnius) e Portogallo (Lisbona).

## Marchio
Il nome del marchio, Wok to Walk, è un gioco di parole sulla pronuncia delle parole Wok e Walk, che in inglese hanno una pronuncia molto simile /wɒk/ e /wɔːk/. La classificazione del marchio a livello internazionale è al 043º posto.
Il logo è composto da un omino stilizzato bianco su sfondo arancione con il nome della società scritto col carattere Impact.

## Diffusione
L'azienda possiede oltre 75 ristoranti in 4 continenti (Europa, America, Africa e Asia), 19 stati e 44 città. Ed attualmente è presente nei seguenti paesi:
Europa
- Paesi Bassi
- Bulgaria
- Estonia
- Francia
- Germania
- Irlanda
- Italia
- Lettonia
- Lituania
- Portogallo
- Regno Unito
- Spagna
- Malta

America
- Colombia
- Ecuador
- Messico
- Stati Uniti

Asia
- Arabia Saudita
- Israele
- Russia

Africa
- Marocco